# Evangelische Exerzitienausbildung in der Schweiz
Die evangelische Exerzitienausbildung in der Schweiz ist ein Lehrgang in bibelorientierter Meditation. Sie hat ihre methodische Grundlagen in der ignatianischen Spiritualität. Wegen deren durchgehenden Ausrichtung an der Bibel sind ignatianisch orientierte Exerzitien in den letzten Jahrzehnten als Meditationsweg auch in der evangelischen Kirche wichtig geworden. In der Schweiz hat trotz anfänglicher Skepsis und Schwierigkeiten die Ausbildung dazu erfolgreich Fuss fassen können. Heute sind ignatianisch orientierte Exerzitien und Begleitungen an vielen Orten Grundlage einer Spiritualität in evangelischen Gemeinden.

## Ausrichtung
Die evangelische Exerzitienausbildung in der Schweiz orientiert sich am Exerzitienbuch des Ignatius von Loyola (1491–1556), der ausgehend von der mittelalterlichen mystischer Tradition Elemente verschiedener christlicher Meditationstraditionen vereinigt hat. Über Jahrhunderte hinweg haben sich seine Anleitungen als tragfähiger Übungsweg erwiesen: für die Entwicklung der eigenen Persönlichkeit, bei der Verknüpfung von spiritueller Erfahrung und Alltag und als Unterscheidungs- und Entscheidungshilfe bei gesellschaftlichen Fragen. Die Exerzitien nach Ignatius wurden in den letzten Jahrzehnten mit ihrer Ausrichtung am biblischen Wort ein Ferment der Ökumene. Sie sind darum auch ein Fundament der evangelischen Exerzitienausbildung in der Schweiz.

## Geschichtliche Entwicklung
In der Schweiz hat die evangelische Pfarrerin Margrit Schiess nach einer Exerzitienausbildung bei deutschen Jesuiten 1992 in Zusammenarbeit mit andern evangelischen Pfarrern ignatianische Exerzitien angeboten. Mit der schweizerischen "Aus- und Weiterbildung von Pfarrerinnen und Pfarrern" hat sie gleichzeitig eine anderthalbjährige Ausbildung für die Leitung von Exerzitien im Alltag mit 4 Modulen entwickelt. Aufgrund von grösserer Nachfrage entstand dann Mitte der Neunzigerjahre ein erweitertes Ausbildungsangebot mit Grossen 30-tägigen Exerzitien oder Grossen Exerzitien im Alltag und einem zweijähriger Aufbaukurs für längere Einzelbegleitungen, was seither alle 2 Jahre erfolgreich durchgeführt wird. Dabei konnte auch auf die ignatianisch ausgerichteten Meditationsanleitungen der deutschen evangelischen Theologin Karin Johne zurückgegriffen werden.
Mit der erweiterten Ausbildung begann Margrit Schiess erst eine sporadische, dann eine partnerschaftliche Zusammenarbeit mit einzelnen Jesuiten, die 2005 in einen partnerschaftlichen Zusammenarbeitsvertrag mit dem Lassalle-Haus mündete. 2004 wurde von ihr auch das Ökumenische Institut für Meditation gegründet. Da sich mit der Zeit aber in der Zusammenarbeit mit dem Lassalle-Haus praktische Probleme ergaben und auch theologische Differenzen deutlicher wurden, endete die formelle Zusammenarbeit 2017.
In der Folge wurde die Exerzitienausbildung von Margrit Schiess mit dem evangelischen Pfarrer Peter Hofmann ökumenisch offen weitergeführt. Die evangelischen Pfarrer und Pfarrerinnen erhalten für ihre Ausbildung von den Kantonalkirchen Subventionen. In der Arbeitsstelle "Aus- und Weiterbildung von Pfarrerinnen und Pfarrern" wurde 2010 unter der Leitung von Pfarrer Peter Hofmann und Pfarrerin Katharina Zimmermann Zingg erstmals eine evangelische Exerzitienwoche auf ignatianischer Grundlage durchgeführt, die in zweijährigem Rhythmus wiederholt wurde. Ebenso werden vom Ökumenischen Institut aus im Retraitenhaus der Schwestern von Grandchamp regelmässig Exerzitien ausgeschrieben.

## Praktische und theoretische Weiterarbeit
Mittlerweile werden an verschiedenen evangelischen Orten in der Schweiz Exerzitien und ignatianisch ausgerichtete Begleitungen durch die ausgebildeten Exerzitienleiter angeboten. Dort, wo es möglich ist, wird weiterhin eine ökumenische Zusammenarbeit gesucht. Gleichzeitig gibt es im Umfeld dieser Exerzitien auch vermehrt theoretische Auseinandersetzungen mit den evangelischen Exerzitien. Eine klare Beschreibung bietet z. B. die Bachelorarbeit von Jörg Wanzek, die er 2018 an der Theologischen Fakultät der Universität Zürich eingereicht hat über "Exerzitien im Alltag und Gemeindearbeit", eine Fallstudie in der evangelisch-reformierten Kirchgemeinde Winterthur-Veltheim. Von Margrit Schiess wurde schon früh eine Schrift veröffentlicht "Christliche Wege innerer Erfahrung". Sie ist auch Herausgeberin des Sammelbandes "Exerzitien mit kreativen Elementen", wo immer auch die Dynamik der Exerzitien thematisiert wurde. Von Peter Hofmann gibt es neu ein Lese- und Übungsheft für Exerzitienwochen. Theoretisch allgemeiner sind die Arbeiten zu evangelischen Exerzitien von Silke Harms, die an der Theologischen Fakultät der Universität Zürich doktoriert hat. Vielfältig sind auch die Beiträge von Claudia Kohli Reichenbach, Lehrbeauftragte am Institut für Praktische Theologie in Bern und Mitarbeiterin bei einer Exerzitienausbildung, über geistliche Begleitung und evangelische Spiritualität.